# La tua canzone (Negrita)
La tua canzone è un singolo dei Negrita, in rotazione radiofonica dal 5 luglio 2013, che anticipa Déjà vu, l'album raccolta pubblicato il 17 settembre seguente.

## Descrizione
Circa il testo del brano, i Negrita hanno dichiarato: "La tua canzone: la canzone di tutti, la canzone popolare. Ispirata inizialmente dalla storia di un amico, il testo e la musica de La tua canzone hanno assunto durante la lavorazione un connotato universale. Dedicata a tutti quelli che hanno un progetto importante davanti e a tutti quelli che hanno bisogno di fiducia e di coraggio, in tempi in cui il coraggio e la fiducia in se stessi sono spesso sacrificati ad un quotidiano fatto di rinunce, rabbia e delusioni."

## Video musicale
Il video ufficiale è stato distribuito dopo un mese esatto dal lancio del singolo, il 5 agosto 2013. Diretto da Francesco Fei, è stato girato nella piana di Campo Imperatore, nel Parco Nazionale del Gran Sasso. Vengono ripresi i tre membri ufficiali (Pau, Drigo e Mac) inizialmente a bordo di una Chrysler PT Cruiser cabrio blu e successivamente suonare in una grande distesa, intenti ad insegnare metaforicamente un amico a volare. Il video si chiude con una inquadratura al cielo stellato.

## Tracce
1. La tua canzone – 4:12 (Fabrizio Barbacci, Paolo Bruni, Enrico Salvi, Cesare Petricich)